# Piaggio Cosa
Il Piaggio Cosa è uno scooter a ruote basse, prodotto dalla casa motociclistica italiana Piaggio dal 1988 al 1995. Nata come erede della Piaggio Vespa PX, la Cosa si rivelò un insuccesso commerciale per la casa di Pontedera che dovette correre ai ripari mettendo in produzione nel 1993 la vecchia Vespa PX in una veste aggiornata.
Nei mercati esteri la Cosa è stata ribattezzata Piaggio Vespa Cosa adottando il marchio “Vespa” sul frontale.
Nel 1995 la catena di montaggio e i diritti di produzione sono stati venduti alla LML che l’ha prodotta in India, in una versione rivista e più economica, ribattezzata LML Supremo.

## Il contesto
Sviluppata in un periodo di tre anni, il progetto che ha visto nascere la Piaggio Cosa è costato oltre 35 miliardi di lire. Inizialmente il nuovo scooter doveva chiamarsi Piaggio Vespa R (dove la lettera R indicava Rinnovata) ma successivamente la casa decise di non adottare la denominazione Vespa proseguendo con la nomenclatura adottata anche dai ciclomotori identificati da nomi che derivano da parole di uso comune (come Ciao, Sì, Bravo); inoltre voleva evidenziare un distacco netto con i vecchi modelli della serie Vespa destinati ad essere pensionati.
È stata presentata da Umberto Agnelli e Giorgio Brazzelli al Salone del Motociclo di Milano nel novembre del 1987 e nacque come erede diretta della Vespa PX; gran parte della meccanica e del telaio derivano direttamente dalla serie PX e le principali novità furono alcune componenti della carrozzeria realizzate in plastica come parafango anteriore, lo spoiler e il copri manubrio, mentre il resto era tutto in acciaio come la classica monoscocca. La sella era la stessa della PX ma il vano sottosella era in grado di ospitare un casco. Nuova la trasmissione molto più precisa negli innesti e l’impianto frenante a pedale composto da tamburi con frenata idraulica integrale. Rinnovate anche le sospensioni più confortevoli con un braccio posteriore molto più robusto. Il nuovo manubrio disponeva di strumentazione tecnologica e innovativa per l’epoca dotata di tachimetro, contagiri e varie spie. Adottava un cambio manuale a quattro marce migliorato negli innesti. La gamma motori era composta dai propulsori 125, 150 e 200 tutti a due tempi. 
Il design venne realizzato da Paolo Martin e presentava una carrozzeria più aerodinamica del 10% rispetto alla PX. Tuttavia la linea poco originale e troppo spigolosa e l'utilizzo di plastica per la scocca piacque poco al pubblico e la Cosa si rivelò un flop tanto che la Piaggio mantenne in produzione la Vespa PX per i mercati esteri.
Venne prodotta solo per sette anni in due serie: la prima è stata costruita dal 1988 al 1991, mentre la seconda generazione è stata in produzione dal fine 1991 al 1995. Entrambe le versioni sono fondamentalmente le stesse, con alcune piccole differenze. 
A causa dell’enorme insuccesso del modello nel 1993 Piaggio ripropose sul mercato italiano la PX nelle versioni Arcobaleno seguite dalle Classic e successivamente dalla gamma completa che andò a rimpiazzare definitivamente la Cosa.

## Prima serie (1988-1991)
Il lancio sul mercato italiano avvenne alla fine di novembre 1987 con la gamma composta dalle seguenti versioni:
- Cosa 125 cm³ CL (telaio: VNR1T, motore: VNR1M), di serie presentava il contagiri, prezzo in lire 2.950.000.
- Cosa 125 cm³ CLX (telaio: VNR1T, motore: VNR1M), con contagiri e miscelatore, avviamento elettrico, prezzo lire 3.100.000.
- Cosa 150 cm³ CL (telaio: VLR1T, motore: VLR1M), con contagiri e miscelatore, prezzo lire 3.100.000.
- Cosa 150 cm³ CLX (telaio: VLR1T, motore: VLR1M), di serie contagiri, miscelatore e avviamento elettrico, prezzo lire 3.350.000.
- Cosa 200 cm³ CL (telaio: VSR1T, motore: VSR1M), con contagiri e miscelatore, lire 3.380.000.
- Cosa 200 cm³ CLX (telaio: VSR1T, motore: VSR1M) che aggiungeva l’avviamento elettrico, prezzo in lire 3.650.000.

Optional le vernici metallizzate e micalizzate. Le consegne partirono dal gennaio del 1988.
Fino al 1991 ne furono vendute oltre 50 mila esemplari e in Spagna il modello 200 venne eletto “Moto dell’anno” dalla Asociación Nacional de la Prensa del Motor, associazione che raggruppava centodieci giornalisti della stampa spagnola.

## Seconda serie (1991-1995)
Nel 1990 al Salone del Motociclo di Milano venne presentata la Cosa 2 (nota come Vespa Cosa 2 all’estero) ovvero la seconda serie frutto di un restyling che porta al debutto un nuovo faro anteriore, nuovo scudo posteriore dal design più classico che richiama i classici scooter della famiglia Vespa con targa spostata più in basso e fanale riposizionato in alto, viene introdotto il sistema anti bloccaggio EBC (Electronic Brake Control) a pagamento che evita il blocco della ruota anteriore in caso di frenata d’emergenza se la velocità è superiore ai 6 km/h.
L’EBC venne proposto come optional a 480 mila lire sui modelli 150 e 200.
Le vendite partono nel gennaio del 1991.

## LML Supremo: la versione indiana
La LML nel 1995 acquistò la catena di montaggio della Cosa dalla Piaggio e avviò l’installazione di tutti i macchinari presso il proprio stabilimento di Kanpur in India; tale modello entró in produzione ribattezzato LML Supremo per il solo mercato interno ed equipaggiato con il solo motore 150. La Supremo esteticamente era uguale alla Cosa, differiva solo in alcuni particolari come plastiche più economiche, il frontale completamente in fibra di vetro e strumentazione differente, oltre all’impianto frenante privo di frenata integrale e componenti secondari derivati dalla Vespa PX (che la LML assemblava su licenza) come la trasmissione e il cambio. Il motore era un 149,56 cm³ due tempi che erogava 5,6 kW (7,6 cavalli) e 12,75 Nm di coppia massima a 3500 giri/min. Uscì di produzione nel febbraio del 2006.

## Caratteristiche tecniche
| Caratteristiche tecniche - Piaggio Cosa 125 - 1988-1991                             | Caratteristiche tecniche - Piaggio Cosa 125 - 1988-1991 | Caratteristiche tecniche - Piaggio Cosa 125 - 1988-1991 | Caratteristiche tecniche - Piaggio Cosa 125 - 1988-1991 | Caratteristiche tecniche - Piaggio Cosa 125 - 1988-1991 | Caratteristiche tecniche - Piaggio Cosa 125 - 1988-1991 |
| Dimensioni e pesi                                                                   | Dimensioni e pesi | Dimensioni e pesi | Dimensioni e pesi | Dimensioni e pesi | Dimensioni e pesi |
| ----------------------------------------------------------------------------------- | --- | --- | --- | --- | --- |
| Ingombri (lungh.×largh.×alt.)                                                       | 1800 × 700 × ? mm | 1800 × 700 × ? mm | 1800 × 700 × ? mm | 1800 × 700 × ? mm | 1800 × 700 × ? mm |
| Altezze                                                                             | Sella: 800 mm | Sella: 800 mm | Sella: 800 mm | Sella: 800 mm | Sella: 800 mm |
| Interasse: 1270 mm                                                                  | Interasse: 1270 mm | Massa a vuoto: 98 kg | Massa a vuoto: 98 kg | Serbatoio: 8 l | Serbatoio: 8 l |
| Meccanica                                                                           | | | | | |
| Tipo motore: monocilindrico orizzontale a 2 tempi                                   | Tipo motore: monocilindrico orizzontale a 2 tempi | Tipo motore: monocilindrico orizzontale a 2 tempi | Tipo motore: monocilindrico orizzontale a 2 tempi | Raffreddamento: ad aria forzata | Raffreddamento: ad aria forzata |
| Cilindrata                                                                          | 123,4 cm³ (Alesaggio 52,5 × Corsa 57 mm) | 123,4 cm³ (Alesaggio 52,5 × Corsa 57 mm) | 123,4 cm³ (Alesaggio 52,5 × Corsa 57 mm) | 123,4 cm³ (Alesaggio 52,5 × Corsa 57 mm) | 123,4 cm³ (Alesaggio 52,5 × Corsa 57 mm) |
| Distribuzione: albero motore facente funzione di distributore rotante e tre travasi | Distribuzione: albero motore facente funzione di distributore rotante e tre travasi                                                                                 | Distribuzione: albero motore facente funzione di distributore rotante e tre travasi                                                                                 | Alimentazione: carburatore | Alimentazione: carburatore | Alimentazione: carburatore |
| Potenza: 7 kW (9,4 hp) a 5.800 giri/min                                             | Potenza: 7 kW (9,4 hp) a 5.800 giri/min | Coppia: | Coppia: | Rapporto di compressione: | Rapporto di compressione: |
| Frizione: multidisco                                                                | Frizione: multidisco | Frizione: multidisco | Cambio: 4 marce in blocco con innesti a crociera scorrevole, comando a manopola                                                                                     | Cambio: 4 marce in blocco con innesti a crociera scorrevole, comando a manopola                                                                                     | Cambio: 4 marce in blocco con innesti a crociera scorrevole, comando a manopola                                                                                     |
| Accensione                                                                          | a volano magnetico | a volano magnetico | a volano magnetico | a volano magnetico | a volano magnetico |
| Trasmissione                                                                        | primaria a ingranaggi elicoidali; secondaria tramite gli ingranaggi del cambio                                                                                      | primaria a ingranaggi elicoidali; secondaria tramite gli ingranaggi del cambio                                                                                      | primaria a ingranaggi elicoidali; secondaria tramite gli ingranaggi del cambio                                                                                      | primaria a ingranaggi elicoidali; secondaria tramite gli ingranaggi del cambio                                                                                      | primaria a ingranaggi elicoidali; secondaria tramite gli ingranaggi del cambio                                                                                      |
| Avviamento                                                                          | a pedivella | a pedivella | a pedivella | a pedivella | a pedivella |
| Ciclistica                                                                          | | | | | |
| Telaio                                                                              | scocca portante in lamiera stampata | scocca portante in lamiera stampata | scocca portante in lamiera stampata | scocca portante in lamiera stampata | scocca portante in lamiera stampata |
| Sospensioni                                                                         | Anteriore: forcella monobraccio a levetta oscillante e ammortizzatore teleidraulico / Posteriore: motore oscillante e ammortizzatore teleidraulico a molla biconica | Anteriore: forcella monobraccio a levetta oscillante e ammortizzatore teleidraulico / Posteriore: motore oscillante e ammortizzatore teleidraulico a molla biconica | Anteriore: forcella monobraccio a levetta oscillante e ammortizzatore teleidraulico / Posteriore: motore oscillante e ammortizzatore teleidraulico a molla biconica | Anteriore: forcella monobraccio a levetta oscillante e ammortizzatore teleidraulico / Posteriore: motore oscillante e ammortizzatore teleidraulico a molla biconica | Anteriore: forcella monobraccio a levetta oscillante e ammortizzatore teleidraulico / Posteriore: motore oscillante e ammortizzatore teleidraulico a molla biconica |
| Freni                                                                               | Anteriore: a tamburo, diametro 150 mm / Posteriore: a tamburo, diametro 150 mm                                                                                      | Anteriore: a tamburo, diametro 150 mm / Posteriore: a tamburo, diametro 150 mm                                                                                      | Anteriore: a tamburo, diametro 150 mm / Posteriore: a tamburo, diametro 150 mm                                                                                      | Anteriore: a tamburo, diametro 150 mm / Posteriore: a tamburo, diametro 150 mm                                                                                      | Anteriore: a tamburo, diametro 150 mm / Posteriore: a tamburo, diametro 150 mm                                                                                      |
| Pneumatici                                                                          | anteriore e posteriore 100/90 - 10-R10 | anteriore e posteriore 100/90 - 10-R10 | anteriore e posteriore 100/90 - 10-R10 | anteriore e posteriore 100/90 - 10-R10 | anteriore e posteriore 100/90 - 10-R10 |
| Prestazioni dichiarate                                                              | | | | | |
| Velocità massima                                                                    | 81 km/h | 81 km/h | 81 km/h | 81 km/h | 81 km/h |
| Fonte dei dati:                                                                     | | | | | |

| Caratteristiche tecniche - Piaggio Cosa 200 - 1988-1991                             | Caratteristiche tecniche - Piaggio Cosa 200 - 1988-1991 | Caratteristiche tecniche - Piaggio Cosa 200 - 1988-1991 | Caratteristiche tecniche - Piaggio Cosa 200 - 1988-1991 | Caratteristiche tecniche - Piaggio Cosa 200 - 1988-1991 | Caratteristiche tecniche - Piaggio Cosa 200 - 1988-1991 |
| Dimensioni e pesi                                                                   | Dimensioni e pesi | Dimensioni e pesi | Dimensioni e pesi | Dimensioni e pesi | Dimensioni e pesi |
| ----------------------------------------------------------------------------------- | --- | --- | --- | --- | --- |
| Ingombri (lungh.×largh.×alt.)                                                       | 1800 × 700 × ? mm | 1800 × 700 × ? mm | 1800 × 700 × ? mm | 1800 × 700 × ? mm | 1800 × 700 × ? mm |
| Altezze                                                                             | Sella: 800 mm | Sella: 800 mm | Sella: 800 mm | Sella: 800 mm | Sella: 800 mm |
| Interasse: 1270 mm                                                                  | Interasse: 1270 mm | Massa a vuoto: in ordine di marcia: 130 kg | Massa a vuoto: in ordine di marcia: 130 kg | Serbatoio: 7,7 l | Serbatoio: 7,7 l |
| Meccanica                                                                           | | | | | |
| Tipo motore: monocilindrico orizzontale a 2 tempi                                   | Tipo motore: monocilindrico orizzontale a 2 tempi | Tipo motore: monocilindrico orizzontale a 2 tempi | Tipo motore: monocilindrico orizzontale a 2 tempi | Raffreddamento: ad aria forzata | Raffreddamento: ad aria forzata |
| Cilindrata                                                                          | 197,9 cm³ (Alesaggio 66,5 × Corsa 57 mm) | 197,9 cm³ (Alesaggio 66,5 × Corsa 57 mm) | 197,9 cm³ (Alesaggio 66,5 × Corsa 57 mm) | 197,9 cm³ (Alesaggio 66,5 × Corsa 57 mm) | 197,9 cm³ (Alesaggio 66,5 × Corsa 57 mm) |
| Distribuzione: albero motore facente funzione di distributore rotante e tre travasi | Distribuzione: albero motore facente funzione di distributore rotante e tre travasi                                                                                     | Distribuzione: albero motore facente funzione di distributore rotante e tre travasi                                                                                     | Alimentazione: carburatore 24 mm | Alimentazione: carburatore 24 mm | Alimentazione: carburatore 24 mm |
| Potenza: 11 CH a 6.000 giri/min                                                     | Potenza: 11 CH a 6.000 giri/min | Coppia: | Coppia: | Rapporto di compressione: | Rapporto di compressione: |
| Frizione: multidisco                                                                | Frizione: multidisco | Frizione: multidisco | Cambio: 4 marce in blocco con innesti a crociera scorrevole, comando a manopola                                                                                         | Cambio: 4 marce in blocco con innesti a crociera scorrevole, comando a manopola                                                                                         | Cambio: 4 marce in blocco con innesti a crociera scorrevole, comando a manopola                                                                                         |
| Accensione                                                                          | a volano magnetico | a volano magnetico | a volano magnetico | a volano magnetico | a volano magnetico |
| Trasmissione                                                                        | primaria a ingranaggi elicoidali; secondaria tramite gli ingranaggi del cambio                                                                                          | primaria a ingranaggi elicoidali; secondaria tramite gli ingranaggi del cambio                                                                                          | primaria a ingranaggi elicoidali; secondaria tramite gli ingranaggi del cambio                                                                                          | primaria a ingranaggi elicoidali; secondaria tramite gli ingranaggi del cambio                                                                                          | primaria a ingranaggi elicoidali; secondaria tramite gli ingranaggi del cambio                                                                                          |
| Avviamento                                                                          | Elettrico a pedivella | Elettrico a pedivella | Elettrico a pedivella | Elettrico a pedivella | Elettrico a pedivella |
| Ciclistica                                                                          | | | | | |
| Telaio                                                                              | scocca portante in lamiera stampata | scocca portante in lamiera stampata | scocca portante in lamiera stampata | scocca portante in lamiera stampata | scocca portante in lamiera stampata |
| Sospensioni                                                                         | Anteriore: forcella monobraccio a levetta oscillante e ammortizzatore teleidraulico / Posteriore: motore oscillante e ammortizzatore teleidraulico con molla elicoidale | Anteriore: forcella monobraccio a levetta oscillante e ammortizzatore teleidraulico / Posteriore: motore oscillante e ammortizzatore teleidraulico con molla elicoidale | Anteriore: forcella monobraccio a levetta oscillante e ammortizzatore teleidraulico / Posteriore: motore oscillante e ammortizzatore teleidraulico con molla elicoidale | Anteriore: forcella monobraccio a levetta oscillante e ammortizzatore teleidraulico / Posteriore: motore oscillante e ammortizzatore teleidraulico con molla elicoidale | Anteriore: forcella monobraccio a levetta oscillante e ammortizzatore teleidraulico / Posteriore: motore oscillante e ammortizzatore teleidraulico con molla elicoidale |
| Freni                                                                               | Anteriore: a tamburo, diametro 150 mm / Posteriore: a tamburo, diametro 150 mm                                                                                          | Anteriore: a tamburo, diametro 150 mm / Posteriore: a tamburo, diametro 150 mm                                                                                          | Anteriore: a tamburo, diametro 150 mm / Posteriore: a tamburo, diametro 150 mm                                                                                          | Anteriore: a tamburo, diametro 150 mm / Posteriore: a tamburo, diametro 150 mm                                                                                          | Anteriore: a tamburo, diametro 150 mm / Posteriore: a tamburo, diametro 150 mm                                                                                          |
| Pneumatici                                                                          | anteriore e posteriore 100/90 - 10" | anteriore e posteriore 100/90 - 10" | anteriore e posteriore 100/90 - 10" | anteriore e posteriore 100/90 - 10" | anteriore e posteriore 100/90 - 10" |
| Prestazioni dichiarate                                                              | | | | | |
| Velocità massima                                                                    | 100 km/h | 100 km/h | 100 km/h | 100 km/h | 100 km/h |
| Fonte dei dati:                                                                     | | | | | |